# Bomolocha nigrescens
Hypena tristalis là một loài bướm đêm trong họ Erebidae.

## Hình ảnh

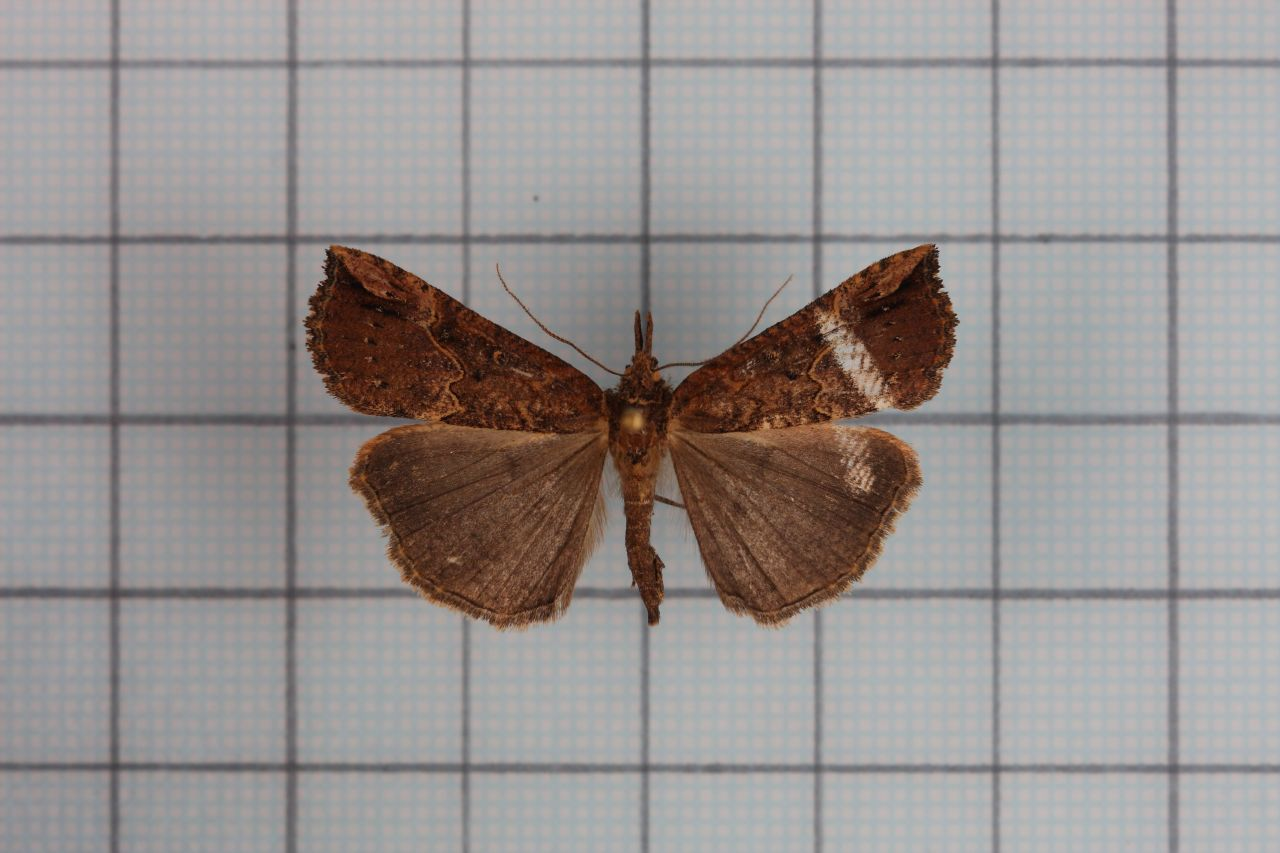